# Heiligkreuzkapelle (Westerngrund)

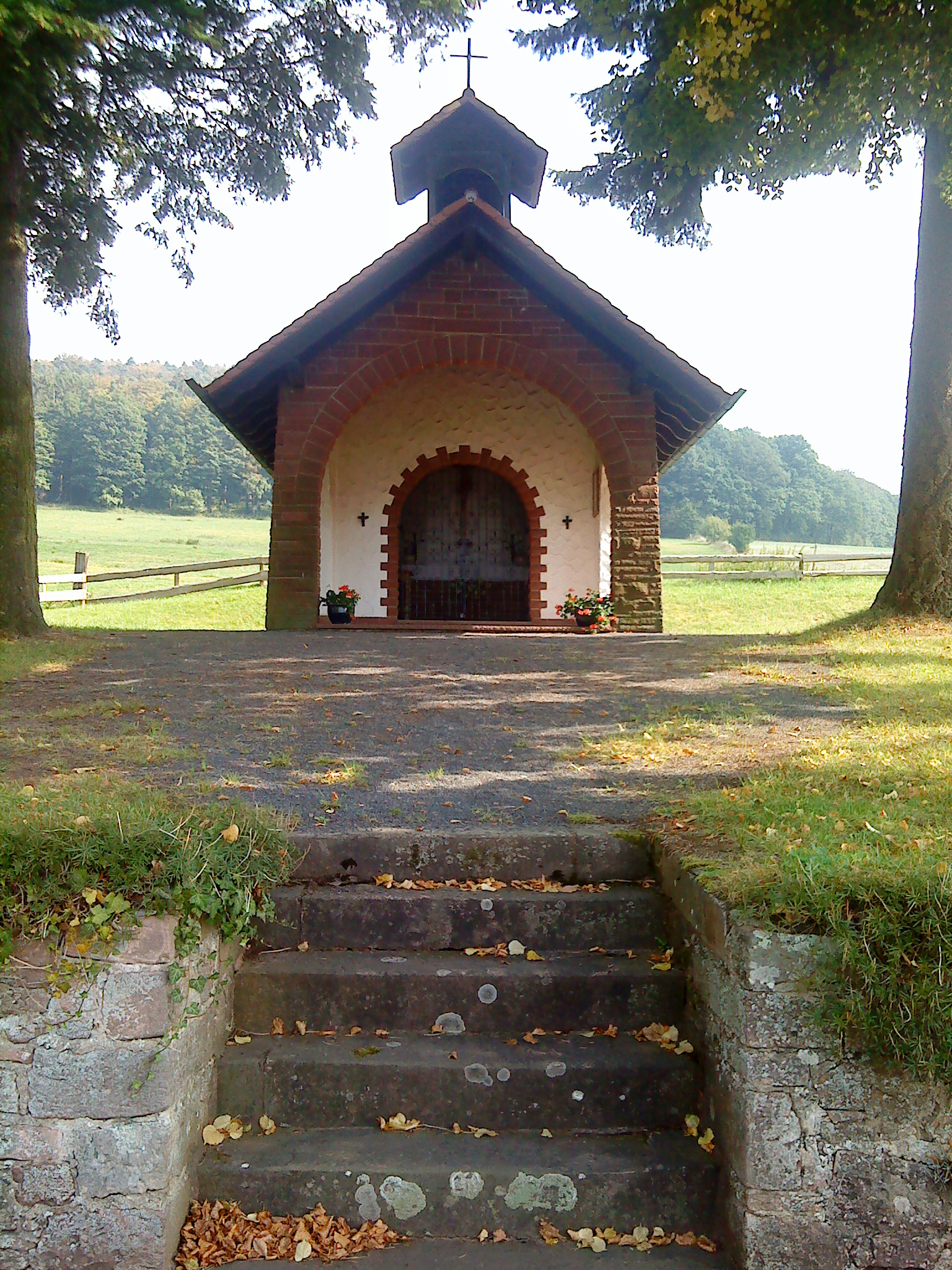
Heiligkreuzkapelle 2009

Die Heiligkreuzkapelle ist eine Kapelle in der Gemeinde Westerngrund im Landkreis Aschaffenburg in Unterfranken.

## Geographie
Die Heiligkreuzkapelle befindet sich im Kahlgrund zwischen Oberwestern und Großkahl, am Fuße des Habersberges, an der sogenannten Ziegelhütte. Direkt neben der Kapelle entspringt der Rotermichbach, der dem Westerbach in Unterwestern zufließt.

## Geschichte
Um 1400 stiftete Friedrich Geipel von Schöllkrippen der Pfarrei von Ernstkirchen, neben einer Quelle, einen Altar „Zum Heiligen Kreuz“. An dieser Stelle trafen die Wege der umliegenden Dörfer hinauf zur Birkenhainer Straße zusammen. Ursprünglich fanden an diesem Ort die Gottesdienste des Oberen Kahlgrundes und des Westerngrundes statt.
Auf einer Karte von 1562 wurde an dieser Stelle schon ein Gebäude mit einem kleinen Turm dargestellt. Es trug den Namen „Heuligkrutz“. Gegen Ende des 16. Jahrhunderts verfiel die Kapelle. Während der Reformation wurde die Familie Geipel aufgefordert, das Gebäude zu renovieren. 1698 errichtete man einen Neubau, der hundertdreizehn Jahre später wegen Baufälligkeit wieder geschlossen wurde. Auch die Glocke wurde entfernt.
Um 1848 baute der Hofbesitzer der nahegelegenen Ziegelhütte an gleicher Stelle die Kapelle neu. Dieser Baubestand blieb über 130 Jahre lang erhalten und wurde 1982 durch den heutigen Kapellenbau ersetzt.